# Pyrgulopsis ozarkensis
Pyrgulopsis ozarkensis é uma espécie de gastrópode  da família Hydrobiidae.
É endémica dos Estados Unidos da América.